# Allardia
Allardia là một chi thực vật có hoa trong họ Cúc (Asteraceae).

## Loài
Chi Allardia gồm các loài:
- Allardia lasiocarpa (G.X.Fu) K.Bremer & Humphries - Tibet
- Allardia transalaica (Tzvelev) K.Bremer & Humphries - Central Asia